# Giuseppe Matteo Alberti
Giuseppe Matteo Alberti (* 20. September 1685 in Bologna; † 18. Februar 1751 ebenda) war ein italienischer Komponist und Violinist des Barock.

## Leben
Giuseppe Alberti studierte Violine bei Carlo Andrea Manzolini (1655–1737) und Komposition bei Pietro Maria Minelli (ca. 1630–1712), Floriano Arresti (1650–1719) und Giacomo Antonio Perti. 1705 wurde er Mitglied der Accademia Filarmonica, ab 1709 war er Violinist in der „cappella musicale“ an der Basilika San Petronio. In der Zeit zwischen 1721 und 1746 wurde Alberti sechsmal zum Vorsitzenden (principe) der Accademia Filarmonica berufen. Von 1726 bis zu seinem Tod war er Kapellmeister der Kirche S. Giovanni in Monte in Bologna und ab 1734 stellvertretender Kapellmeister unter Giacomo Antonio Perti an S. Domenico.
Albertis Concerti waren vor allem in England erfolgreich, bedingt durch ihre klare musikalische Ausdrucksform und durch nicht zu hohe technische Anforderungen. Sie gehören zu den ersten italienischen Werken, in denen der direkte Einfluss Antonio Vivaldis deutlich wird, vor allem im op. 1 (dreisätzige Anlage, Ritornellform in den schnellen Außensätzen, lyrische Solostimme in den langsamen Sätzen). Die Concerti ohne Soloinstrument erinnern an die entsprechenden Werke Tomaso Albinonis, die Sonaten bleiben der Post-Corelli-Ära verbunden.

## Werke (Auswahl)
Von Albertis Œuvre sind 43 Concerti und Sinfonien sowie einige Sonaten und Vokalwerke erhalten.

### Instrumental
- Sonate für 2 Violinen und B. c. (in: Corona di dodici fiori armonici, Bologna 1706)
- 10 Concerti per chiesa e per camera op. 1 (Bologna 1713, Nachdruck Amsterdam 1716)
- Sonate a violino e basso op. 2 (Bologna 1721, Nachdruck London 1729 als op. 3)
- 12 Sinfonie a quattro „op. 2“ (Le Cène, Amsterdam 1725, Nachdruck London 1727)
- Concerto für 3 Violinen, Viola und B. c. (in: VI Concerti a 5 stromenti, Amsterdam um 1717)
- Concerto für 2 Violinen, Streicher und B. c. (in: Harmonia mundi. The Second Collection, London um 1728)
- mehrere handschriftlich überlieferte Concerti, Sinfonie u. a.

### Vokal
- Longe mala, umbrae, terrores, Motette für Sopran und Streicher (o. J.)
- Regina coeli für 8 Stimmen (1714)
- Questo cuor ch’è duro ancora, Kantate für Alt, Streicher und B.c. (Bologna 1719)
- La vergine annunziata, Oratorium (Text: Antonio Zaniboni, Bologna 1720)
- Canzoni spirituali (in: La ricreazione spirituale nella musica delle sagre canzoni, Bologna 1730)